# آریتومو یاماگاتا
یاماگاتا آریتومو (به ژاپنی: 山縣有朋) (۱۴ ژوئن ۱۸۳۸–۱ فوریه ۱۹۲۲) یکی از ژنرال‌های بلندپایه ارتش سلطنتی ژاپن و برای دو بار نخست‌وزیر این کشور بود. از او به‌عنوان یکی از معماران نظامی و سیاسی اوایل ژاپن مدرن یاد شده‌است. یاماگاتا همچنین پدر نظامی‌گری ژاپن در نظر گرفته شود.